# 완다 가그

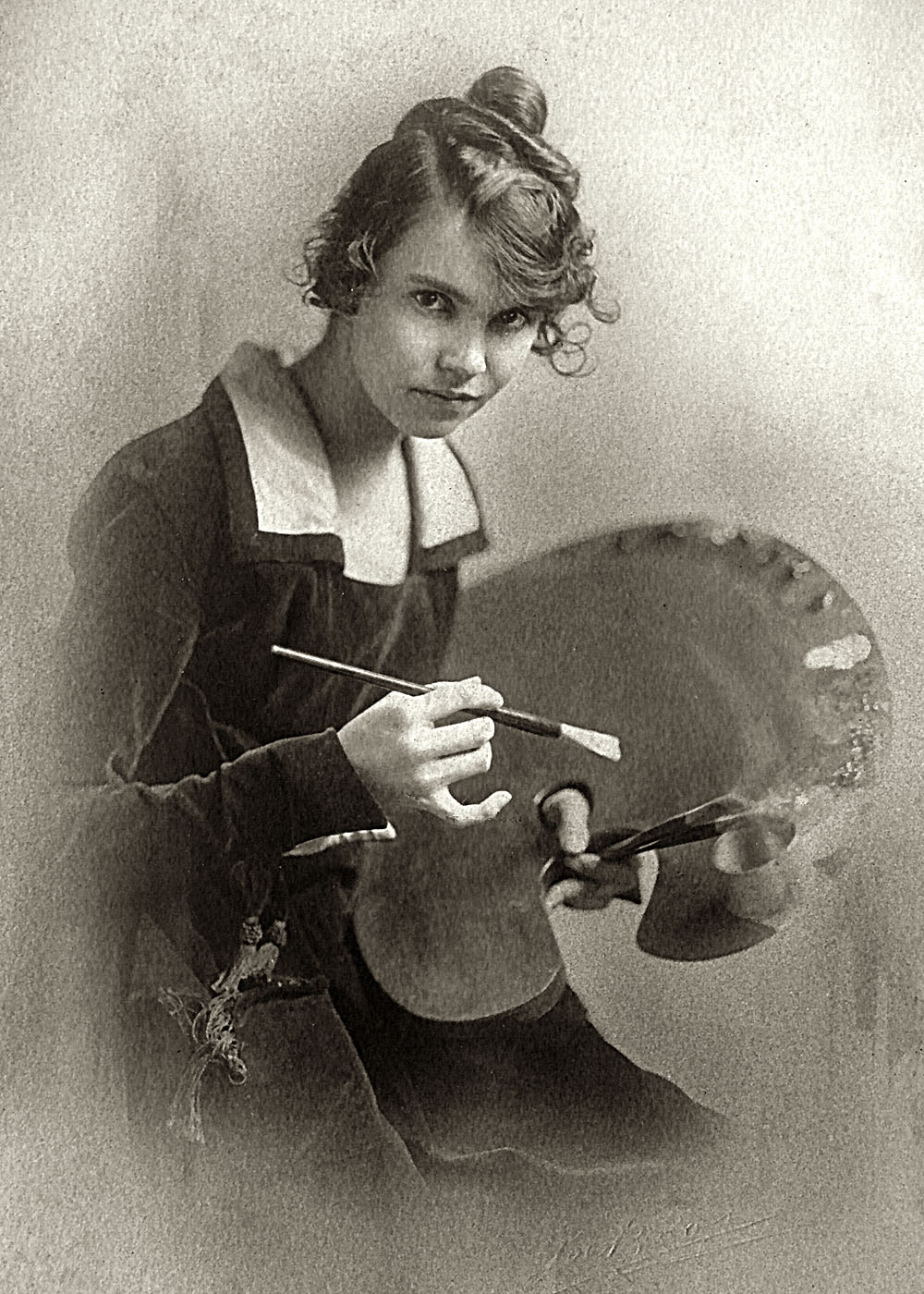
1916년 모습

완다 가그(Wanda Gág, 본명: 완다 헤이즐 가그, Wanda Hazel Gág, /ˈɡɑːɡ/ GAHG; 1893년 3월 11일 – 1946년 6월 27일)는 미국의 예술가, 작가, 번역가 및 일러스트레이터였다. 그녀는 현재까지 출판되고 있는 미국에서 가장 오래된 그림책인 동화책 "Millions of Cats"의 집필과 삽화로 가장 잘 알려져 있다. 가그는 또한 국제적인 인정과 상을 받은 유명한 판화 제작자였다. 그녀의 10대와 청년 시절의 일기를 발췌한 책인 성장통(Growing Pains)은 폭넓은 비평을 받았다. 그녀의 책 중 두 권은 뉴베리상을 받았으며 두 권은 콜더컷상을 받았다. 뉴욕 공립 도서관은 2013년 100대 훌륭한 아동 도서 목록에 수백만 마리의 고양이를 포함시켰다.